# 纳米压痕技术
纳米压痕技术（英：Nanoindentation），也称深度敏感压痕技术（英：Depth-Sensing Indentation, DSI)，是最简单的测试材料力学性质的方法之一，可以在纳米尺度上测量材料的各种力学性质，如载荷-位移曲线、弹性模量 (Elastic Modulus)、硬度(Hardness)、断裂韧性(Fracture Toughness)、应变硬化效应(Strain Hardening Effect)、粘弹性(Viscoelastic)或蠕变(Creep)行为等。